# ピーター・バリン
ピーター・バリン（Peter Balling、1990年4月5日 - ）は、デンマークのハンドボール選手で、TTHホルステブローとハンドボールデンマーク代表に所属。
彼は、2016年欧州男子ハンドボール選手権に参加した。